# Araucaricoccus queenslandicus
Araucaricoccus queenslandicus är en insektsart som beskrevs av Brimblecombe 1960. Araucaricoccus queenslandicus ingår i släktet Araucaricoccus och familjen pärlsköldlöss. Inga underarter finns listade i Catalogue of Life.